# 4th Time Around
4th Time Around è una canzone di Bob Dylan contenuta nel suo doppio album del 1966, Blonde on Blonde.

## Il brano
Con un testo che alterna il normale con l'assurdo, 4th Time Around è indicativa dello stile compositivo del Dylan di metà anni sessanta. La canzone ruota intorno alle azioni e alle brevi frasi pronunciate da un uomo a una donna, che sono presumibilmente nel bel mezzo di un litigio tra amanti. Il brano si apre con quello che potrebbe essere interpretato come il culmine della lite: «When she said / Don't waste your words, they're just lies / I cried she was deaf». ("Quando lei ha detto, non sprecare le tue parole, sono solo bugie / le ho urlato che era sorda"). Il narratore si riferisce alla donna in terza persona chiamandola "lei" per tutto il brano, ma nell'ultima strofa comincia a rivolgersi direttamente a qualcuno, usando il pronome "tu": «you took me in / you loved me then» ("Mi hai catturato / mi amavi allora"). Musicalmente parlando, la semplice melodia della canzone contrasta con il sound maggiormente blues-rock della gran parte di Blonde on Blonde.

### Somiglianze conNorwegian Wood
4th Time Around è spesso indicata come la risposta di Dylan alla canzone dei Beatles Norwegian Wood (This Bird Has Flown), scritta da John Lennon e Paul McCartney per l'album Rubber Soul del 1965, poiché i due brani mostrano un testo e una melodia abbastanza simili. Norwegian Wood fu la prima canzone dei Beatles dove il testo aveva maggior peso della musica e che risentiva sensibilmente dell'influenza Dylaniana. Da allora 4th Time Around è stata vista sia come un gentile omaggio, sia come una satirica e acida parodia circa i tentativi di Lennon di emulare lo stile compositivo di Dylan. Lennon stesso espresse differenti opinioni in merito in diverse interviste tra il 1970 e il 1980. Inizialmente la intese come una parodia di Norwegian Wood, ma in seguito considerò la canzone di Dylan piuttosto come un omaggio. Inoltre, l'ultima strofa di 4th Time Around: «I never asked for your crutch / Now don't ask for mine» ("Non ti ho mai chiesto la tua stampella / Adesso non chiedermi la mia") fu interpretata da Lennon come un avvertimento diretto a lui da parte di Dylan che gli indicava di non usare le sue canzoni come una "stampella" sulla quale appoggiare il suo stile di scrittura.
A confermare questa ipotesi, Al Kooper ricorda di aver fatto notare all'epoca a Dylan la somiglianza di stile tra il brano e la canzone dei Beatles e che lui rispose: «Veramente è Norwegian Wood che assomiglia molto a questa! Ho paura che loro l'abbiano presa da me, e sento che devo registrarla».
Un'altra interpretazione vuole che la canzone sia riferita a Joan Baez. Durante i suoi inizi di carriera, la Baez aveva promosso Dylan come un nuovo grande talento emergente e lo chiamava regolarmente a raggiungerla sul palco per unirsi a lei durante i suoi concerti. Quando Dylan divenne più famoso di lei, si aspettava lo stesso trattamento da parte di Bob, ma Dylan invece si dimostrò restio a dividere il centro della scena con qualcun altro. In 4th Time Around, Dylan potrebbe aver commentato la loro rottura e il fatto che non si sentiva in debito con lei.

## Curiosità
- Una esecuzione dal vivo di 4th Time Around contenuta nel disco The Bootleg Series Vol. 4: Bob Dylan Live 1966, The "Royal Albert Hall" Concert è apparsa nella colonna sonora del film Vanilla Sky.

## Cover
- Terry Melcher: Terry Melcher (1974)
- The Sports: The Sports Play Dylan & Donovan (1981)
- Pete Williams: The Times They Are A-Changin' (1992)
- Steve Gibbons: The Dylan Project (1998)
- Chris Whitley: Perfect Day (2000) e On Air (2008)
- Michael Moore: Jewels and Binoculars (2000)
- Michel Montecrossa: 4th Time Around (2001)
- Dylan Project: May Your Song Always Be Sung: The Songs of Bob Dylan, Volume 3 (2003)
- Yo La Tengo: I'm Not There Original Soundtrack (2007)